# Nikolaj Petrovič Osipov
Nikolaj Petrovič Osipov, in russo Николай Петрович Осипов? (San Pietroburgo, 31 luglio 1751 – San Pietroburgo, 19 maggio 1799), è stato uno scrittore, poeta e traduttore russo.
Osipov è conosciuto principalmente per il poema eroicomico 'L'Eneide di Virgilio sottosopra ( in russo: Вергилиева Энеида, вывороченная наизнанку Vergilieva vyvoroceneraya naisnanku), pubblicata nel 1791 (parti prima e seconda), 1794 e il 1796 (parte quattra),  che è una parodia  dell'Eneide di Virgilio, in cui gli eroi troiani parlano come i russi del XVIII secolo. L'opera fu completata da Aleksandr Kotel'nickij, che nel 1802 fece pubblicare la quinta e nel 1808 la sesta parte.

## L'Eneida di Kotljarevs'kyj del 1798

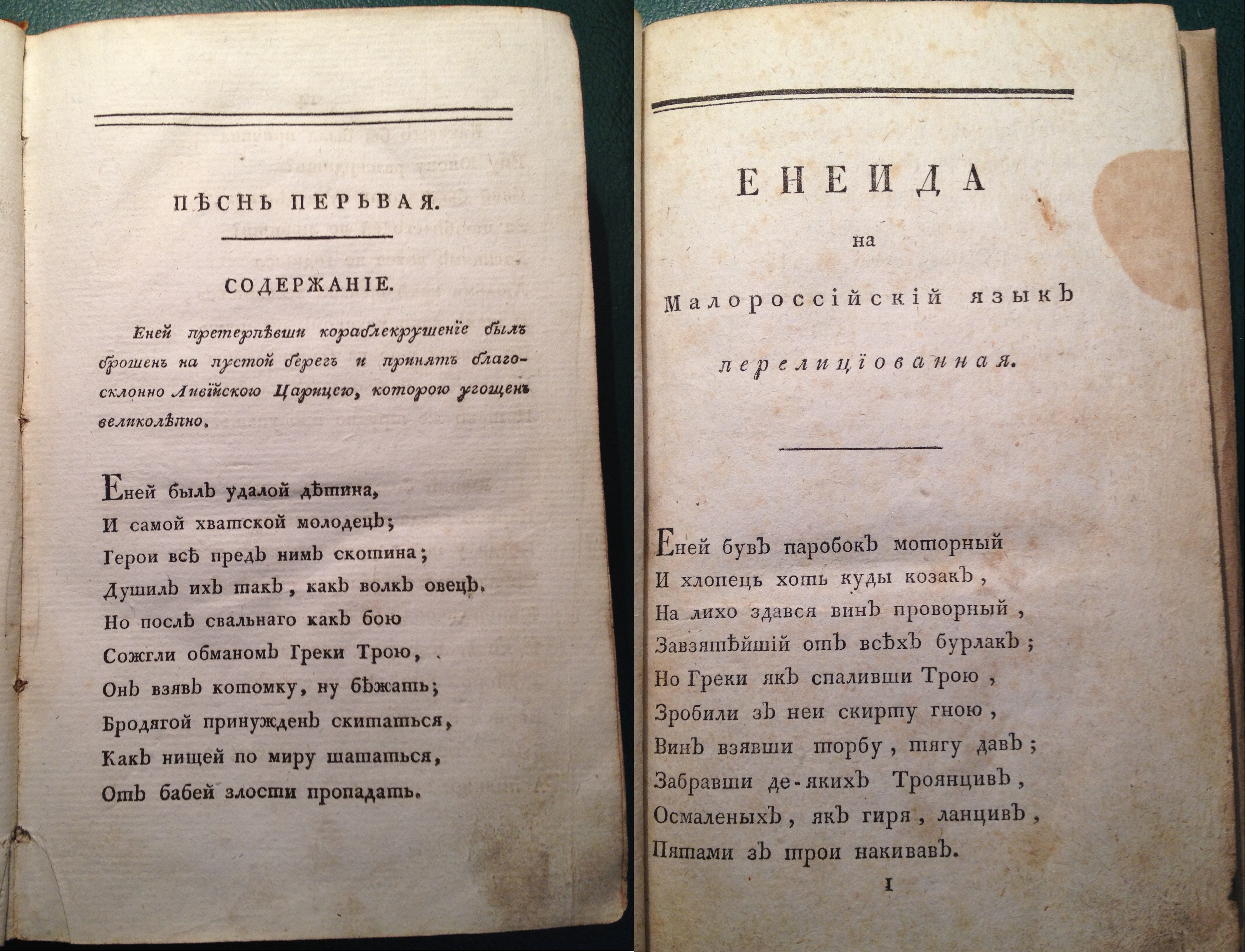
I primi versi dell'opera di Osipov (ed. 1791) e di Kotliarevsky (1798)

L'Eneide di Osipov è stato un modello di riferimento fondamentale per la versione in lingua ucraina di Ivan Kotljarevs'kyj. Il poeta aveva iniziato a scrivere l'opera nel 1794. Pubblicò le sue prime tre parti a San Pietroburgo nel 1798, la quarta parte apparve nel 1809. Con l'aggiunta delle parti quinta e sesta, completò l'opera intorno al 1820. Tuttavia la prima edizione completa dell'opera (con un glossario) fu pubblicata solo dopo la sua morte nel 1842.